# Anthaxia lencinai
Anthaxia lencinai es una especie de escarabajo del género Anthaxia, familia Buprestidae. Fue descrita científicamente por Arnáiz & Bercedo en 2003.